# Grand Prix Monaka 1999
Grand Prix Monaka  LVII. Grand Prix Automobile de Monaco 
- 16. květen 1999
- Okruh Monte Carlo
- 78 kol x 3,367 km = 262,626 km
- 634. Grand Prix
- 35. vítězství Michaela Schumachera
- 122. vítězství pro Ferrari

## Výsledky
| Pozice | Jezdec                | Vůz            | Čas                   |
| ------ | --------------------- | -------------- | --------------------- |
| 1      | Michael Schumacher    | Ferrari F399   | 1:49'31.812           |
| 2      | Eddie Irvine          | Ferrari F399   | á 0:30,476            |
| 3      | Mika Häkkinen         | McLaren MP4/14 | á 0:37,483            |
| 4      | Heinz-Harald Frentzen | Jordan 199     | á 0:54,009            |
| 5      | Giancarlo Fisichella  | Benetton B199  | á 1 kolo              |
| 6      | Alexander Wurz        | Benetton B199  | á 1 kolo              |
| 7      | Jarno Trulli          | Prost AP02     | á 1 kolo              |
| 8      | Alessandro Zanardi    | Williams FW21  | á 2 kola              |
| Kolo   | Odstoupili            | -              | -                     |
| 72     | Rubens Barrichello    | Stewart SF3    | Suspenzor             |
| 55     | Ralf Schumacher       | Williams FW21  | Mimo trať             |
| 51     | Jean Alesi            | Sauber C18     | Havárie               |
| 50     | Pedro Diniz           | Sauber C18     | Brzdy                 |
| 41     | Olivier Panis         | Prost AP02     | Motor                 |
| 37     | David Coulthard       | McLaren MP4/14 | Ztráta oleje          |
| 37     | Mika Salo             | BAR 001        | Brzdy                 |
| 37     | Toranosuke Takagi     | Arrows FA20    | Motor                 |
| 33     | Jacques Villeneuve    | BAR 001        | Hydraulika            |
| 33     | Johnny Herbert        | Stewart SF3    | Suspenzor             |
| 31     | Pedro de la Rosa      | Arrows FA20    | Převodovka            |
| 25     | Marc Gene             | Minardi M01    | Mimo trať             |
| 11     | Luca Badoer           | Minardi M01    | Převodovka            |
| 4      | Damon Hill            | Jordan 199     | Kolize s R.Sumacherem |

### Nejrychlejší kolo
- Mika Häkkinen McLaren 1'22259

### Vedení v závodě
- 1-78 kolo Michael Schumacher

### Postavení na startu
- červeně – posunut na startu o jedno místo za nerespektování žluté vlajky.

| 1. řada  | 1                                      | 2                                     |
|          | Mika Häkkinen McLaren 1'20.547         | Michael Schumacher Ferrari 1'20.611   |
| 2. řada  | 3                                      | 4                                     |
|          | David Coulthard McLaren 1'20.956       | Eddie Irvine Ferrari 1'21.011         |
| 3. řada  | 5                                      | 6                                     |
|          | Rubens Barrichello Stewart 1'21.530    | Heinz-Harald Frentzen Jordan 1'21.556 |
| 4. řada  | 7                                      | 8                                     |
|          | Jarno Trulli Prost 1'21.769            | Jacques Villeneuve BAR 1'21.827       |
| 5. řada  | 9                                      | 10                                    |
|          | Giancarlo Fisichella Benetton 1'21.938 | Alexander Wurz Benetton 1'21.968      |
| 6. řada  | 11                                     | 12                                    |
|          | Alessandro Zanardi Williams 1'22.152   | Mika Salo BAR 1'22.241                |
| 7. řada  | 13                                     | 14                                    |
|          | Johnny Herbert Stewart 1'22.248        | Jean Alesi Sauber 1'22.354            |
| 8. řada  | 15                                     | 16                                    |
|          | Pedro Diniz Sauber 1'22.659            | Ralf Schumacher Williams 1'22.719     |
| 9. řada  | 17                                     | 18                                    |
|          | Damon Hill Jordan 1'22.832             | Olivier Panis Prost 1'22.738          |
| 10. řada | 19                                     | 20                                    |
|          | Toranosuke Takagi Arrows 1'23.290      | Luca Badoer Minardi 1'23.765          |
| 11. řada | 21                                     | 22                                    |
|          | Pedro de la Rosa Arrows 1'24.260       | Marc Gene Minardi 1'34.914            |
| -------- | -------------------------------------- | ------------------------------------- |

### Zajímavosti
- Motor Mercedes stál po 25 na pole positions
- Toranosuke Takagi startoval v 20GP
- Vedoucí Schumacher již v devátém kole předjel posledního Badoera o jedno kolo.[1]
- Šestnáctou výhrou za Ferrari překonal Schumacher rekord v počtu vítězství jednoho jezdce u této italské stáje, který do té doby držel Niki Lauda s patnácti vavříny.[2]

| Pole position  | Vítězství          | Nejrychlejší kolo |
| Finsko         | Německo            | Finsko            |
| Mika Häkkinen  | Michael Schumacher | Mika Häkkinen     |
| McLaren MP4/14 | Ferrari F399       | McLaren MP4/14    |
| 1'20.547       | 1:49'31.812        | 1'22.259          |
| 150.486 km/h   | 143.865 km/h       | 147.354 km/h      |
| -------------- | ------------------ | ----------------- |

### Stav MS
- Zelená - vzestup
- Červená - pokles

| *  | Jezdec                | Body |
| -- | --------------------- | ---- |
| 1  | Michael Schumacher    | 26   |
| 2  | Eddie Irvine          | 18   |
| 3  | Mika Häkkinen         | 14   |
| 4  | Heinz-Harald Frentzen | 13   |
| 5  | Ralf Schumacher       | 7    |
| 6  | Giancarlo Fisichella  | 7    |
| 7  | David Coulthard       | 6    |
| 8  | Rubens Barrichello    | 6    |
| 9  | Damon Hill            | 3    |
| 10 | Pedro de la Rosa      | 1    |
| 11 | Olivier Panis         | 1    |
| 12 | Jean Alesi            | 1    |
| 12 | Alexander Wurz        | 1    |

| * | Vozy     | Body |
| - | -------- | ---- |
| 1 | Ferrari  | 44   |
| 2 | McLaren  | 20   |
| 3 | Jordan   | 16   |
| 4 | Benetton | 8    |
| 5 | Williams | 7    |
| 6 | Stewart  | 6    |
| 7 | Arrows   | 1    |
| 8 | Prost    | 1    |
| 9 | Sauber   | 1    |

| * | Jezdec         | Body |
| - | -------------- | ---- |
| 1 | Německo        | 46   |
| 2 | Velká Británie | 27   |
| 3 | Finsko         | 14   |
| 4 | Itálie         | 7    |
| 5 | Brazílie       | 6    |
| 6 | Francie        | 2    |
| 7 | Španělsko      | 1    |
| 8 | Rakousko       | 1    |